# Epistauropus javanicus
Epistauropus javanicus är en fjärilsart som beskrevs av Walter Karl Johann Roepke 1944. Epistauropus javanicus ingår i släktet Epistauropus och familjen tandspinnare. Inga underarter finns listade i Catalogue of Life.